# Vladimir Sjtsjerbatsjov
Vladimir Vladimirovitsj Sjtsjerbatsjov  (Russisch: Владимир Владимирович Щербачёв), (Warschau, 24 januari 1889 – Leningrad, 5 maart 1952) was een Russisch componist. 
Sjtsjerbatsjov studeerde van 1908 tot 1914 bij Maximilian Steinberg, Anatoli Ljadov en Jāzeps Vītols (Joseph Wihtol) aan het Konservatorija im. N.V.Rimskogo-Korsakova in Leningrad. Tegelijkertijd werkte hij als pianist voor Serge Diaghilev en gaf les in theorie. In de Eerste Wereldoorlog nam hij dienst in het leger en werkte vervolgens voor de Sovjet regering op verschillende posities. Van 1918 tot 1923 was hij lector en hoofd van de muziekafdeling van de Narkompros (Commissariaat van het Volk voor Opleiding).
Later werd hij aangesteld als professor aan het Conservatorium van Leningrad, van 1923 tot 1931 en van 1944 tot 1948; tevens was hij docent aan het "V. Saradjishvili" staatsconservatorium van Tbilisi.  Boris Arapov, Vasili Velikanov, Jevgeni Mravinski, Gavriil Popov en Michail Tsjoelaki kregen les van hem.
Sjtsjerbatsjov’s tweede symfonie werd op 25 januari 2008 als onderdeel van een programma dat was opgedragen aan "Russian Futurists" uitgevoerd door het American Symphony Orchestra (ASO) onder leiding van Leon Botstein; het concert, gehouden in de Avery Fisher Hall in Lincoln Center, had Marina Poplavskaya (sopraan) en Michael Wade Lee (tenor) als solisten, en werd uitgevoerd in samenwerking met het Concert Chorale of New York (onder leiding van James Bagwell).  Volgens medewerkers van het ASO beschikte Botstein over een fotokopie van het originele manuscript van de partituur die niet is uitgegeven, uit een archief in Rusland, en liet de versies voor het orkest speciaal voor deze uitvoering uitwerken. Het stuk duurde ongeveer een uur. De teksten zijn afkomstig van gedichten van Alexander Blok, en het stuk stond geprogrammeerd als "Blokovskaya".  Het is een tamelijk romantisch werk, dit in tegenstelling tot de rest van het programma, en deed zelfs enigszins anachronistisch aan voor een compositie uit de jaren twintig uit de vorige eeuw. Het publiek had waardering voor het weer tot leven brengen van het werk, wat zeker de moeite waard is om opnieuw uitgevoerd en opgenomen te worden.

## Werken
- Anna Kolossova, opera (1939, onvoltooid)
- Tabatsjny Kapitan, operette (1943)
- Vijf symfonieën
  - Nr. 1 (1914)
  - Nr. 2 (met soloisten en koor, « Blok-symfonie », 1925)
  - Nr. 3 (Symfonie-suite, 1931)
  - Nr. 4 (Izjorskaja, met soloisten en koor, 1935)
  - Nr. 5 (Russische, 1948, 2e versie 1950)
- Twee suites; de onweersbui and Peter I
- Nonet voor 7 instrumenten, stem en danser (1919)
- Suite voor strijkkwartet (1939) en andere kamermuziek
- Twee pianosonates en andere pianowerken
- Diverse romances
- Filmmuziek
  - De onweersbui (naar Aleksandr Ostrovski, 1934)
  - Peter I (1937-1939)
  - Polkovodets Soevorov (1941)